# Gerhard Hirschfeld
Pour les articles homonymes, voir Hirschfeld.
Gerhard Hirschfeld (né le 19 septembre 1946 à Plettenberg) est un historien allemand, connu pour ses recherches sur la Première et la Seconde Guerre mondiale.

## Biographie
De 1989 à 2011, Hirschfeld a été directeur de la Bibliothek für Zeitgeschichte à Stuttgart. Depuis 1997, il est et professeur à l'Institut d'Histoire de l'université de Stuttgart et depuis 2016, il est aussi professeur invité à l'institut d'études internationales de l'université de Wuhan en Chine.
De 2000 à 2010, il est président du Comité international de la Seconde Guerre mondiale / International Committee for the History of the Second World War.
Il est ou a été membre de nombreux comités scientifiques et conseils consultatifs, dont le Centre de recherche de l'Historial de la Grande Guerre à Péronne, l'Académie Royale des Pays-Bas / NIOD Institut néerlandais d'études militaires, Amsterdam,, le Comité Scientifique du Mémorial de Verdun, le Musée historique allemand, Berlin et le comité éditorial 1914-1918-online.

## Publications
Travaux personnels :
- Gerd Krumeich et Gerhard Hirschfeld, Deutschland im Ersten Weltkrieg. Frankfurt am Main, S. Fischer Verlag, 2013.
- Patrick Marsh et Gerhard Hirschfeld, Kollaboration in Frankreich. Politik, Wirtschaft und Kultur während der nationalsozialistischen Besatzung 1940–1944. S. Fischer Verlag, Frankfurt am Main 1991,  (ISBN 3-10-030407-1).
- Dittmar Dahlmann et Gerhard Hirschfeld, Vergangenes Russland. Bilder aus dem Zarenreich, Klartext Verlag, Essen 1995,  (ISBN 3-88474-271-X) .
- Fremdherrschaft und Kollaboration. Die Niederlande unter deutscher Besatzung, Oldenbourg Verlag, Stuttgart 1984,  (ISBN 3-421-06192-0) .
- Sarajevo. 28. Juni 1914. Landeszentrale für politische Bildung Thüringen, Erfurt 2020,  (ISBN 978-3-948643-09-6).

Travaux collectifs :
- avec Gerd Krumeich et Irina Renz, 1918. Die Deutschen zwischen Weltkrieg und Revolution. Chr. Links Verlag, Berlin 2018,  (ISBN 978-3-86153-990-2)[8].
- avec Gerd Krumeich et Irina Renz, Die Deutschen an der Somme 1914-1918: Krieg, Besatzung, Verbrannte Erde, Klartext 2006, edn rev. 2016.  (ISBN 978-3-89861-567-9).
- avec Gerd Krumeich et Irina Renz, Enzyklopädie Erster Weltkrieg. Schöningh, Paderborn 2003. Deuxième édition Schöningh (UTB), Paderborn 2014,  (ISBN 978-3-506-76578-9)
- Exil in Großbritannien, Zur Emigration aus dem nationalsozialistischen Deutschland. Klett Cotta, Stuttgart 1983,  (ISBN 3-608-91142-1).
- avec Wolfgang Mommsen Sozialprotest, Gewalt, Terror: Gewaltanwendung durch politische und gesellschaftliche Randgruppen im 19. und 20. Jahrhundert, 1982[9].